# 1972 w sztukach plastycznych
Wydarzenia w sztukach plastycznych i wizualnych w 1972 roku.

## Wydarzenia
- Na Fidżi odbyła się pierwsza edycja artystycznego festiwalu Festival of Pacific Arts, odbywającego się odtąd co cztery lata w innym państwie Oceanii[1]
- W Warszawie otwarto Galerię Remont
- W Warszawie otwarto Galerię Zapiecek[2]
- Odbyły się X Międzynarodowe Spotkania Artystów, Naukowców i Teoretyków Sztuki w Osiekach
- W Kassel odbyła się międzynarodowa wystawa sztuki współczesnej documenta 5

## Malarstwo
- Jerzy Duda Gracz - obrazy: "Bramy raju","Tryptyk polski", "Autoportret styczniowy", "List na Zachód"[3]
- Tomasz Ciecierski

Paleta Malarska – olej na płótnie, 70x130 cm, w kolekcji MOCAK
- Edward Dwurnik

Przed zawałem, z cyklu "Sportowcy" – akryl i olej na płótnie, 146x114 cm
- Antonio López García

Wypatroszony królik
- Hans Rudolf Giger

Krajobraz X – akryl na papierze/drewnie, 140x200 cm

## Plakat
- Jan Młodożeniec

plakat do filmu Niebieski zolnierz – format A1

## Rzeźba
- Władysław Hasior

Płonąca pieta
- Alina Szapocznikow

Wool – Tumeur I, II
Stół
cykl Herbier, 1971-1972)

## Wideo
- KwieKulik

Działania – 16 mm, 11 min. 38 s.
- Zbigniew Rybczyński

Kwadrat – 35 mm, 3 min. 30 s.
- Zdzisław Sosnowski

Zima – 8 mm, 1 min. 49 s.
Jedzenie – 8 mm, 2 min. 50 s.
- Wojciech Bruszewski

Bezdech – 35 mm, 10 min. 1 s.
- Ryszard Waśko

Ściana – 35 mm, 4 min. 6 s.
- Ewa Partum

Dokumentacja Galerii Adres – 8 mm, 3 min. 39 s.

## Performance
- Vito Acconci

Seedbed

## Nagrody
- World Press Photo – Wolfgang Peter Geller[19]
- Międzynarodowe Biennale Plakatu[20]

Złoty medal w kategorii plakatów ideowych – Roman Cieślewicz
Złoty medal w kategorii plakatów promujących kulturę – Shigeo Fukuda
Złoty medal w kategorii plakatów reklamowych – André François

## Urodzeni
- 15 kwietnia – Maciej Kurak, polski twórca instalacji
- 29 grudnia – Wilhelm Sasnal, polski malarz

## Zmarli
- 27 marca – Maurits Cornelis Escher (ur. 1898), holenderski malarz i grafik
- 31 października – Beta Vukanović, (ur. 1872), serbska malarka i karykaturzystka
- 13 grudnia – Jan Cybis (ur. 1897), polski malarz, krytyk sztuki
- Teodor Grott (ur. 1884), polski malarz
- Stanisław Rzecki (ur. 1888), polski rzeźbiarz, malarz, grafik, scenograf